# 야마모토 류헤이
야마모토 류헤이(일본어: 山本 龍平, 2000년 7월 16일~)는 일본의 축구 선수이다.

## 구단 경력
그는 2019년 J1리그의 마쓰모토 야마가 FC에 입단했다. 9월 J2리그의 몬테디오 야마가타로 임대 이적했다. 2020년 J2리그의 마쓰모토 야마가 FC로 복귀했다. 2021년 J3리그의 AC 나가노 파르세이루로 임대 이적했다. 2022년 J3리그의 마쓰모토 야마가 FC로 복귀했다.